# Échevronne
Échevronne ist eine französische Gemeinde mit 309 Einwohnern (Stand: 1. Januar 2022) im Département Côte-d’Or in der Region Bourgogne-Franche-Comté (vor 2016 Burgund). Sie gehört zum Arrondissement Beaune und zum Gemeindeverband Agglomération Beaune Côte et Sud.

## Geografie
Die Gemeinde Échevronne liegt im Süden des Départements Côte-d’Or inmitten des Berglandes Côte-d’Or, zehn Kilometer nördlich von Beaune und etwa 33 Kilometer südsüdwestlich von Dijon. Das 8,69 km² umfassende Gemeindegebiet wird im Osten von einer Mischung aus Feldern, Wäldern und Weinbergen geprägt, im Westen befindet sich mit dem Forêt d’Échevronne ein größeres Waldgebiet. Im äußersten Nordwesten wird in diesem Wald mit dem Le Télégraphe de Bouilland auf 602 m über dem Meer der höchste Punkt in der Gemeinde erreicht. Zur Gemeinde gehört der direkt an das Dorf Échevronne anschließende Ortsteil Changey. Umgeben wird Échevronne von den Nachbargemeinden Fussey im Norden, Marey-lès-Fussey im Nordosten, Villers-la-Faye im Osten, Magny-lès-Villers Südosten, Pernand-Vergelesses im Süden, Savigny-lès-Beaune im Westen sowie Bouilland im Nordwesten.

## Bevölkerungsentwicklung
| Jahr      | 1962 | 1968 | 1975 | 1982 | 1990 | 1999 | 2006 | 2012 | 2021 |
| Einwohner | 185  | 187  | 165  | 219  | 230  | 268  | 271  | 287  | 303  |

Im Jahr 1881 wurde mit 462 Bewohnern die bisher höchste Einwohnerzahl ermittelt. Die Zahlen basieren auf den Daten von cassini.ehess und INSEE.

## Sehenswürdigkeiten
- Kirche Saint-Andoche
- Château de Changey mit Schlosskapelle
- Gefallenendenkmal
- Lavoir im Ortsteil Changey
- Sonnenuhr

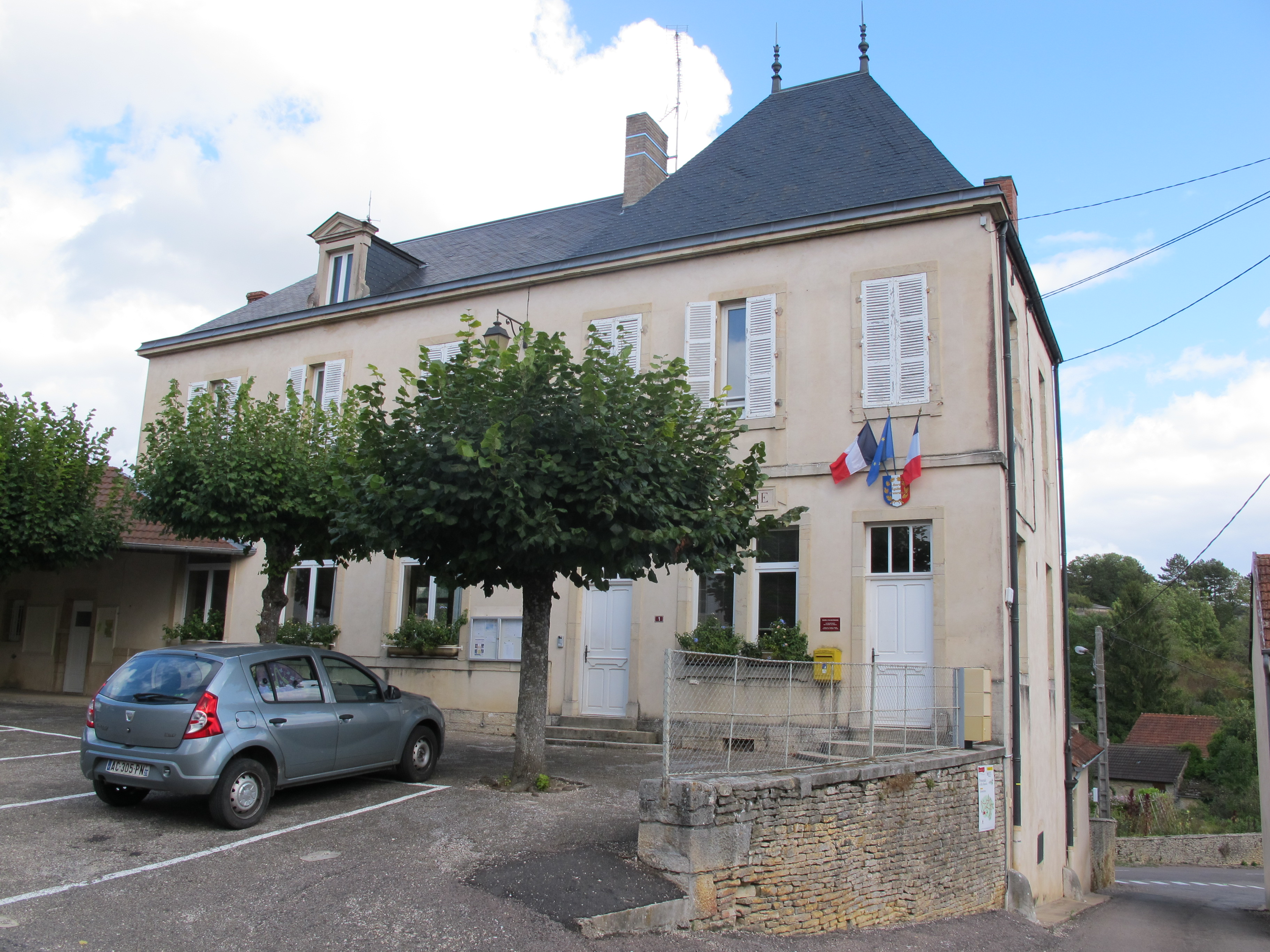
Mairie Échevronne
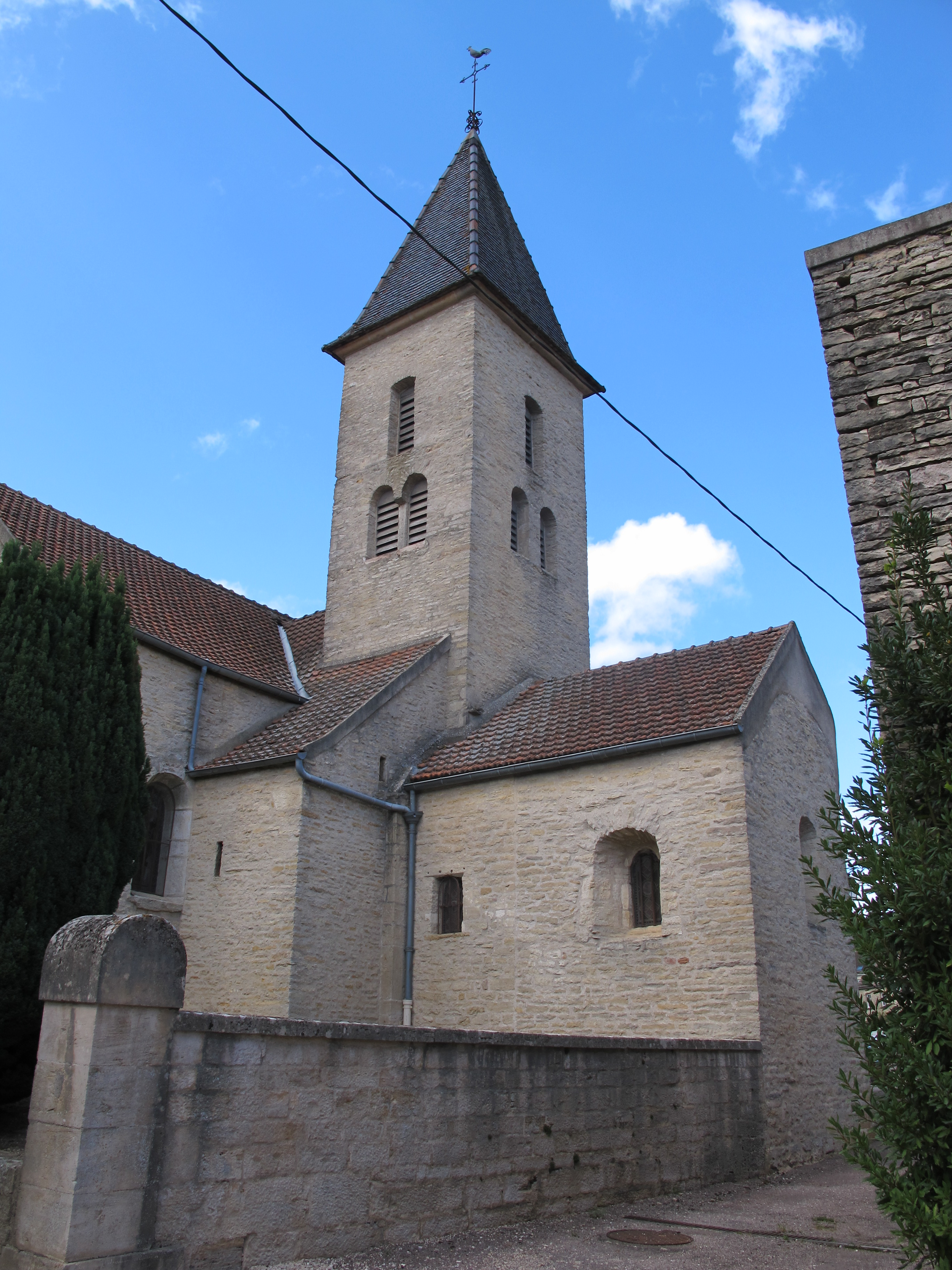
Kirche Saint-Andoche
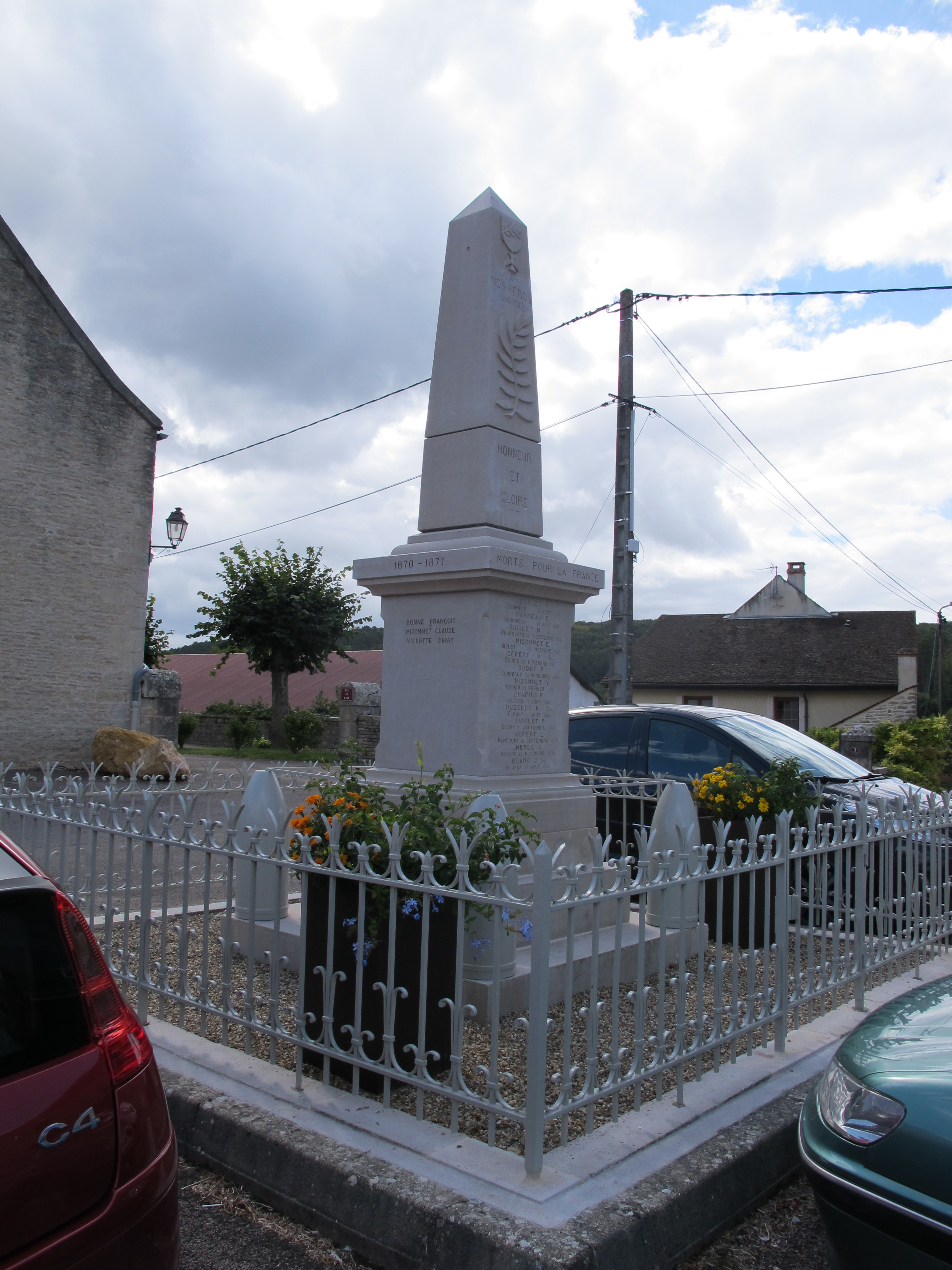
Gefallenendenkmal
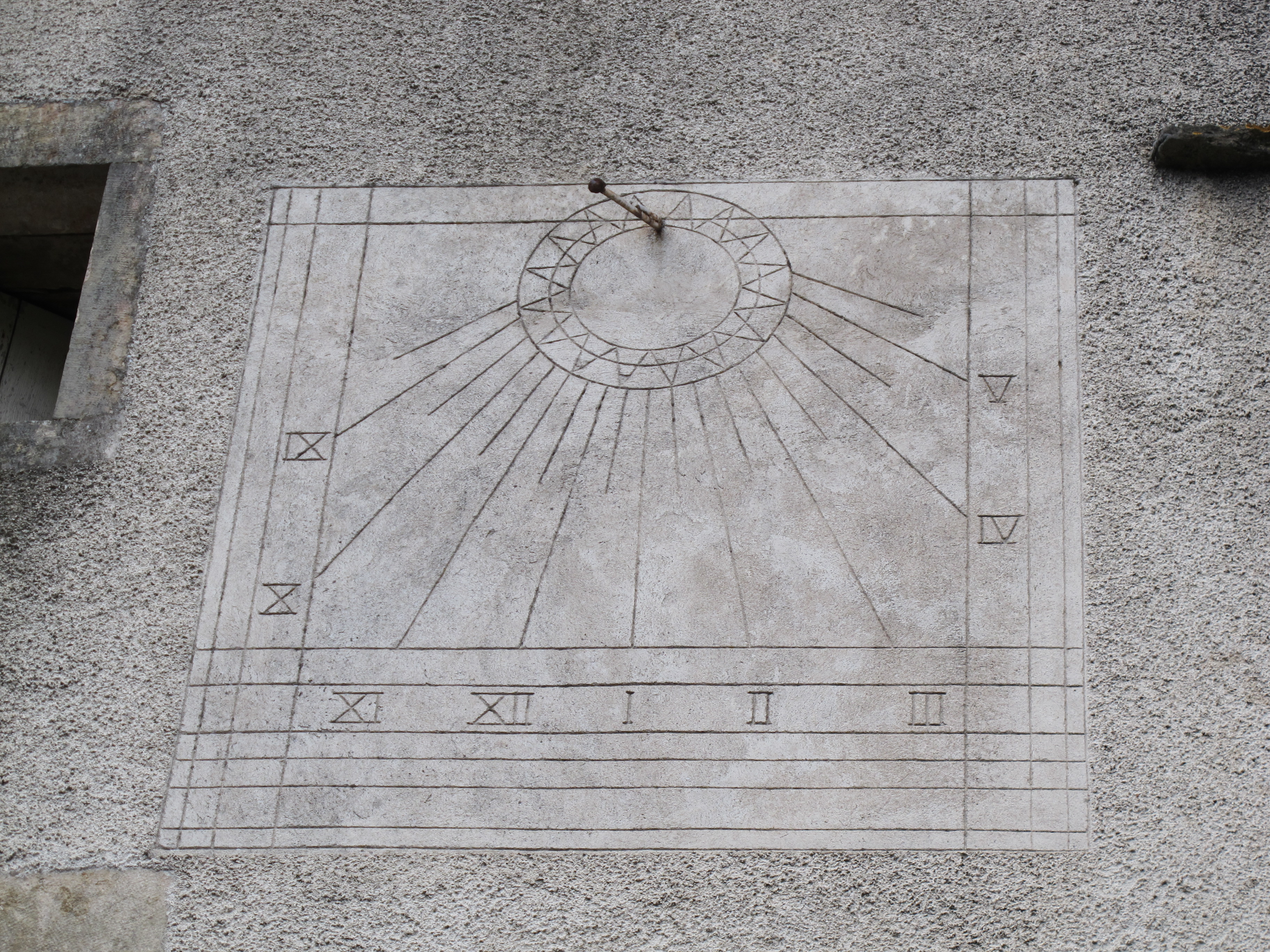
Sonnenuhr
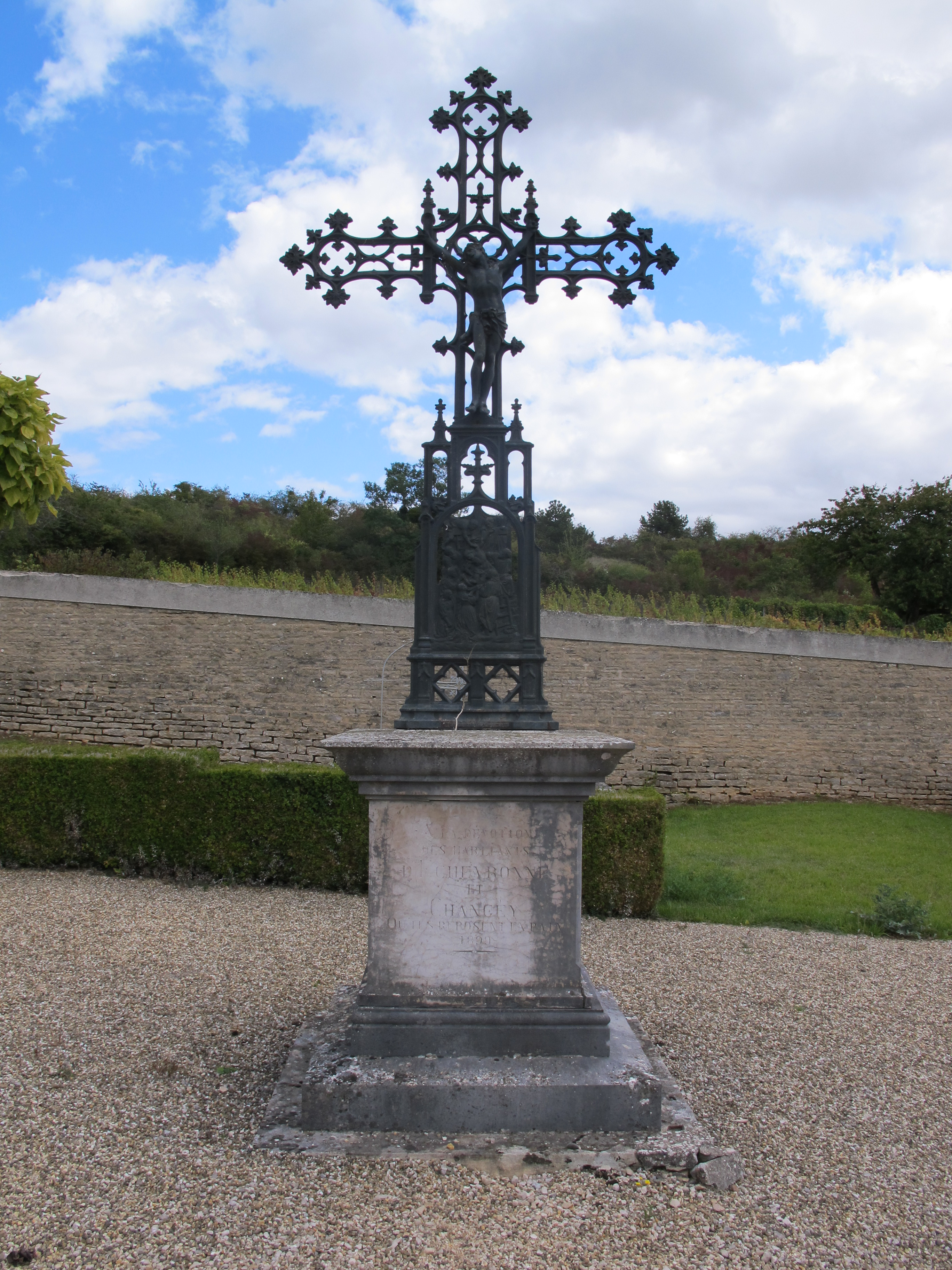
Flurkreuz vor dem Friedhof

## Wirtschaft und Infrastruktur

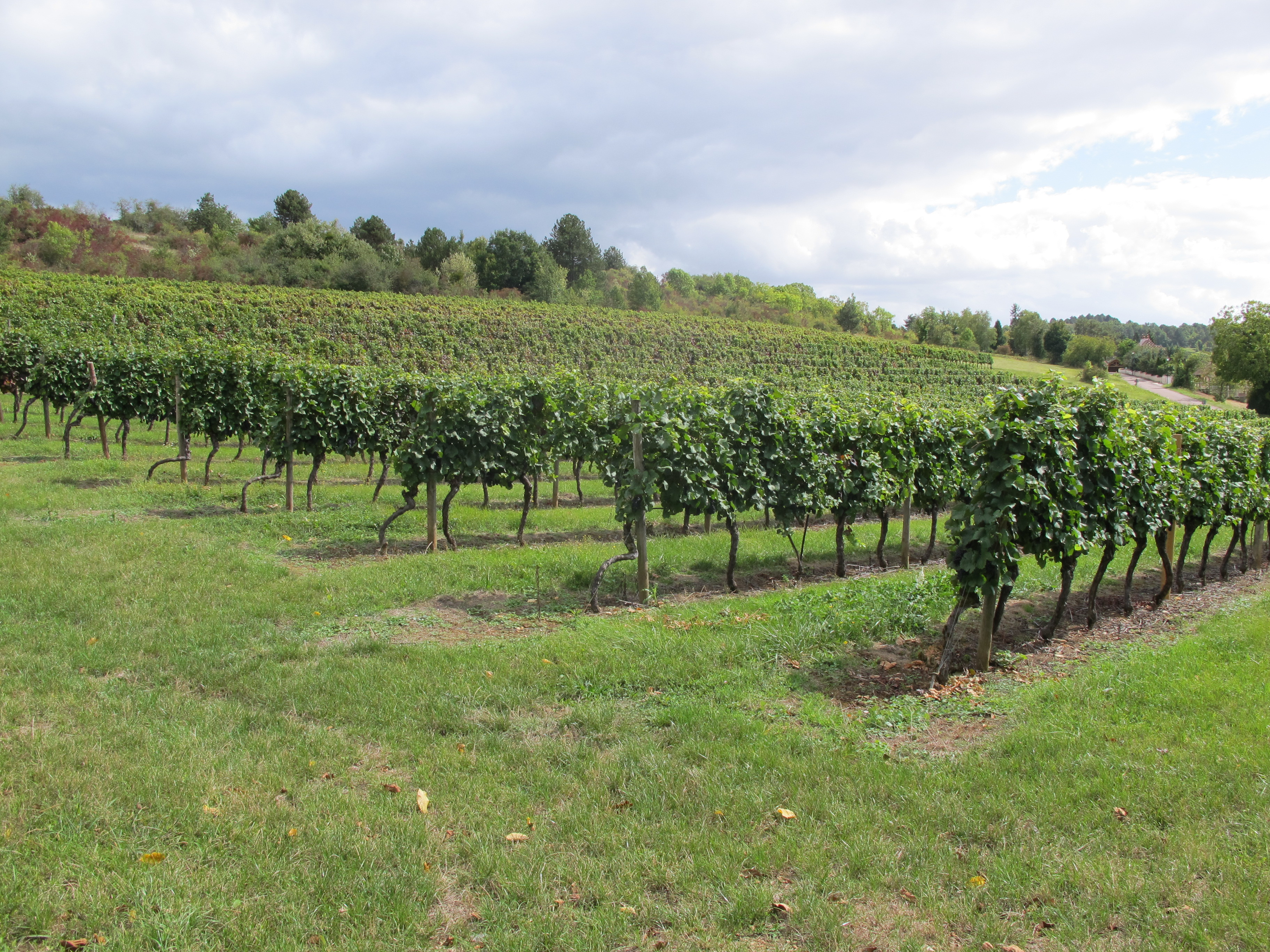
Weinberg in Échevronne

In Échevronne sind vier Landwirtschaftsbetriebe (Anbau von Getreide, Hülsenfrüchten und Ölsaaten, Rinder-, Ziegen- und Schafzucht) sowie 18 Winzer ansässig. Die Reben sind Teil des Weinbaugebietes Burgund. Die Winzer der Gemeinde Échevronne dürfen ihre Weine als Crémant de Bourgogne, Bourgogne Aligoté, Bourgogne Passetoutgrain und Bourgogne Grand Ordinaire vermarkten.
Von Fussey führt die Straße D 18 über Échevronne in die zehn Kilometer entfernte Stadt Beaune, die einen überregionalen Verkehrsknoten bildet mit Anschlüssen an die Autoroute A 6, A 31 und A 36 sowie einem Bahnhof an der Bahnstrecke Paris–Marseille.